# U.S. Highway 89
Der U.S. Highway 89 ist eine Nord-Süd-Verbindung im Westen der Vereinigten Staaten. Er beginnt an der Interstate 40 in Flagstaff und endet am Alberta Highway 2 an der kanadischen Grenze. Vor 1992 verlief der Highway jedoch noch bis Nogales an der mexikanischen Grenze.

## Verlauf

### Arizona

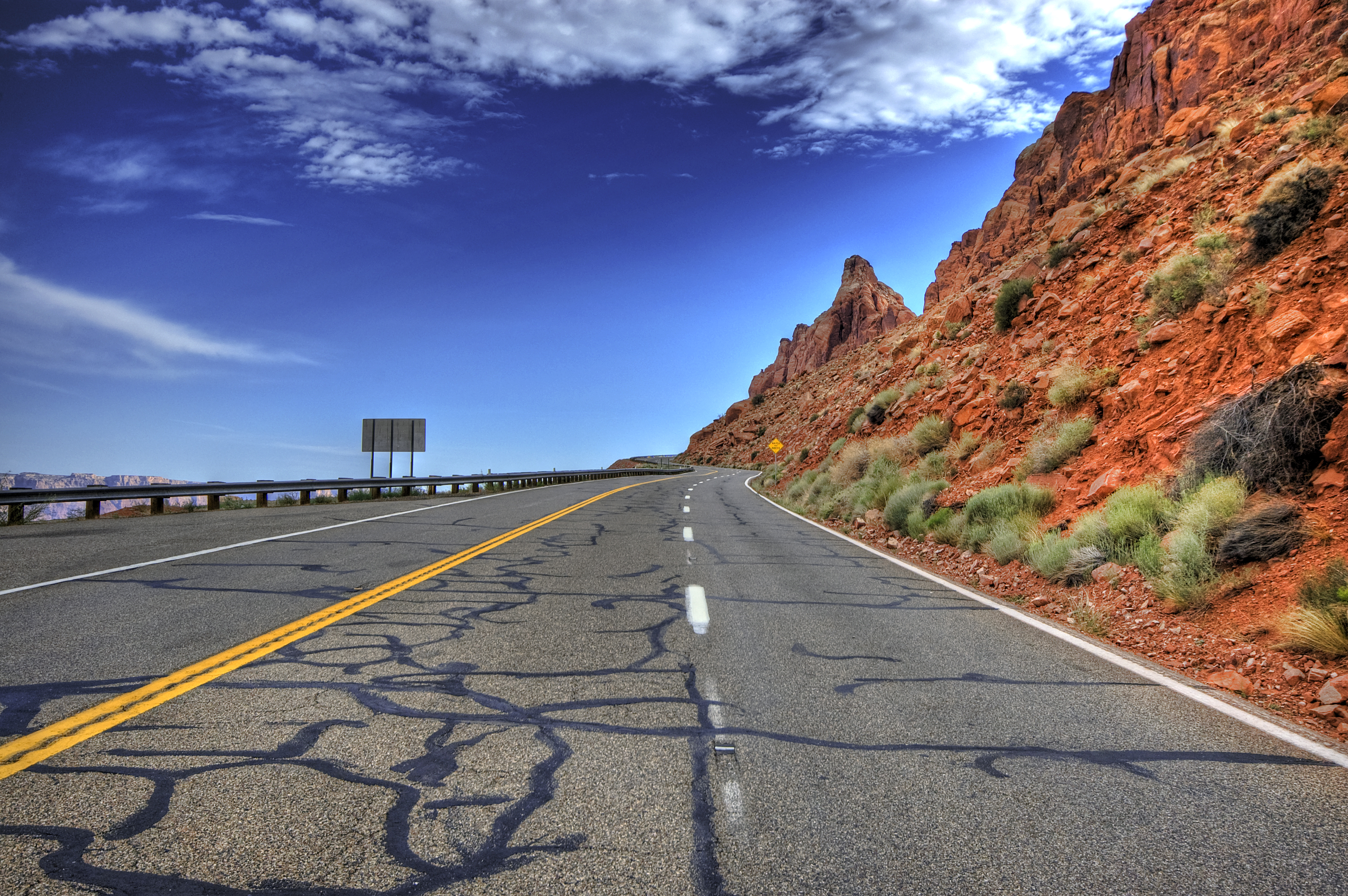
U.S. Route 89 in Arizona

Der Highway beginnt in Flagstaff. Danach führt er nach Norden und verläuft nahe dem Grand-Canyon-Nationalpark und in der Navajo-Nation. Nahe der Grenze zu Utah spaltet sich der Highway in den U.S. Highway 89 und in den U.S. Highway 89A. Die heutige alternative route, die den Colorado River bei Lee’s Ferry überquert, war bis in die 1960er Jahre der ursprüngliche Highway. Die heutige Trassenführung wurde erbaut, um die Arbeiter und Material zum Glen Canyon Dam zu transportieren. Die zwei Highways treffen sich in Kanab, Utah wieder.

### Utah
Die erste Stadt in Utah ist Kanab. Von hier aus führt der Highway nach Norden und führt am Zion-Nationalpark und am Bryce-Canyon-Nationalpark vorbei. Danach tangiert der Highway Thistle, eine Geisterstadt, die durch einen Erdrutsch 1983 zerstört wurde. Kurz danach erreicht der Highway die Wasatch Front, in der die größten Städte Utahs liegen. In Logan wird die U.S. 89 University Blvd. genannt.

### Idaho
Beim Bear Lake überquert der Highway die Grenze zu Idaho. In Montpelier kreuzt die Strecke den U.S. Highway 30. Kurz darauf verlässt er Idaho auch wieder und kommt nach Wyoming.

### Wyoming
In Wyoming führt der Highway durch das Star Valley und den Grand Canyon des Snake River zum Grand-Teton-Nationalpark, wo er im Jackson Hole Valley verläuft. Über den John D Rockefeller, Jr. Memorial Parkway erreicht er den Yellowstone-Nationalpark, den er bis zur Grenze nach Montana durchquert.

### Montana
Bei Gardiner überquert der Highway die Grenze zu Montana. Nahe dem Glacier-Nationalpark endet der Highway am Alberta Highway 2.

## Zubringer und Umgehungen
- U.S. Highway 89A zwischen Page und Kanab
- U.S. Highway 189 zwischen Provo und Jackson